# Nationale Bevrijdingsbeweging
De Nationale Bevrijdingsbeweging (Spaans: Movimiento de Liberación Nacional, MLN) was een extreemrechtse politieke partij in Guatemala. De MLN was de steunpilaar van verschillende militaire régimes in het land.
De partij werd in 1960 opgericht door de zelfverklaarde neofascist Mario Sandoval Alarcón als afsplitsing van de Nationale Democratische Beweging, en werd na de val van president-dictator Miguel Ydigoras in 1963 de favoriete partij van de militairen. De partij slaagde er niet in de verkiezingen van 1966 te winnen, maar slaagde daar vier jaar later wel in. Carlos Manuel Arana Osorio won namens de MLN in 1970 de verkiezingen, hoewel zijn tegenstanders de uitslag aanvochtten. Onder Arana Osorio nam de politieke repressie in Guatemala sterk toe, riep de staat van beleg uit en verintensiveerde de strijd tegen linkse guerrillagroepen. Zijn opvolger Kjell Laugerud werd in 1974 eveneens namens de MLN tot president gekozen in verkiezingen die volgens internationale waarnemers oneerlijk waren verlopen. Onder Laugerud liep de vervolging van politieke tegenstanders nog verder uit de hand en veranderde Guatemala in een internationale paria.
De partij verloor de verkiezingen van 1978. De staatsgreep van 1982 betekende het einde van de band van het leger met de partij, waarna haar machtspositie nog sneller afbrokkelde. De partij nam nog een aantal keer zonder succes deel aan verkiezingen alvorens zij in 1999 verdween.

## Presidentskandidaten
- 1966: Miguel Angel Ponciano (verloren)
- 1970: Carlos Manuel Arana Osorio (gewonnen)
- 1974: Kjell Laugerud (gewonnen)
- 1978: Enrique Peralta Azurdia (verloren)
- 1982: Mario Sandoval Alarcón (verloren)
- 1985: Mario Sandoval Alarcón (verloren)
- 1990: Luis Ernesto Sosa Dávila (verloren)
- 1993: Ramiro de León Carpio (gewonnen)
- 1995: Héctor Mario López Fuentes (verloren)
- 1999: Carlos Humberto Pérez Rodríguez (verloren)